# Левин, Леонид Леонидович
Леони́д Леони́дович Ле́вин (род. 2 сентября 1974, Москва, РСФСР, СССР) — российский государственный и политический деятель. Первый заместитель руководителя Аппарата Правительства Российской Федерации с 22 января 2020 года. Действительный государственный советник Российской Федерации 1 класса (29.03.2023).
Депутат Государственной Думы (ГД) Федерального собрания Российской Федерации VI и VII созывов, председатель комитета ГД по информационной политике, информационным технологиям и связи с 21 декабря 2011 по 22 января 2020.

## Биография
Родился 2 сентября 1974 года в Москве.

### Образование
В 1995 году окончил Высшее театральное училище имени М.С. Щепкина.
В 2020 году прошёл профессиональную переподготовку в Российской академии народного хозяйства и государственной службы при Президенте РФ, в 2022 окончил магистратуру РАНХиГС по специальности «Государственное и муниципальное управление».

### Профессиональная деятельность
- С 1995 года по 1998 год — руководитель РR-службы агентства «Медиа-Стар».
- С 1998 года по 2006 год — генеральный директор PR-агентства «Тайный Советник».
- В 2007 году — создал коммуникационную группу «Тайный Советник».
- В 2007 году — президент коммуникационной группы «Тайный Советник».
- С 2007 года по 2011 год — председатель Совета исследовательского центра «Новая политика».
- В декабре 2011 года был избран депутатом Государственной думы VI созыва (в составе федерального списка кандидатов, выдвинутого политической партией «Справедливая Россия»).
- С 23 сентября 2014 года — председатель Комитета Государственной Думы по информационной политике, информационным технологиям и связи.
- На выборах в Государственную думу Федерального Собрания РФ VII созыва (2016 год) баллотировался от партии «Справедливая Россия» по 147 Лермонтовскому одномандатному избирательному округу, Пензенская область, и был избран депутатом.[4]

Вместе с депутатом Петром Толстым и сенаторами Андреем Клишасом и Людмилой Боковой стал автором поправок, предполагающих признание физического лица «иностранным агентом» при распространении им материалов для неограниченного круга лиц и получении иностранного финансирования. Поправки вызвали неоднозначную реакцию со стороны журналистского сообщества, но были приняты Госдумой РФ в конце ноября 2019 года.
22 января 2020 года назначен заместителем руководителя Аппарата Правительства Российской Федерации.
Курирует вопросы:
- информационных технологий
- связи
- СМИ
- культуры, искусства, кинематографии
- туризма
- спорта
- взаимодействия с религиозными организациями
- Национального проекта «Цифровая экономика»

В мае 2024 года был назначен на должность первого заместителя руководителя аппарата правительства РФ.

### Членство в организациях
- Член фракции Политической партии «Справедливая Россия»[7].
- Секретарь Союза журналистов России[8].
- Член Центрального штаба Общероссийского народного фронта[9].
- Член экспертного совета журнала «Советник».
- Член Совета директоров футбольного клуба «Локомотив».
- Участвует в работе Фонда «Академия российского телевидения».

## Награды
- Почётная грамота Президента Российской Федерации (20 сентября 2016) — за заслуги в законотворческой деятельности и многолетнюю плодотворную работу[10].
- Благодарность Правительства Российской Федерации — за заслуги в законотворческой деятельности и многолетний добросовестный труд.
- Почётная грамота Государственной Думы Федерального Собрания Российской Федерации — за существенный вклад в развитие законодательства и парламентаризма в Российской Федерации.
- Медаль «За защиту Республики Крым» (13 марта 2015) — за мужество, патриотизм, активную общественно-политическую деятельность, личный вклад в укрепление единства, развитие и процветание Республики Крым и в связи с Днём воссоединения Крыма с Россией[11].
- Премия «Персона года» — за вклад в формирование положительного имиджа российского бизнеса[12].
- Медаль Центральной избирательной комиссии РФ «За содействие в организации выборов»[13].
- Почётная грамота Правительства Российской Федерации (декабрь 2019) — за вклад в развитие российского парламентаризма и законотворческую деятельность[14]
- Медаль Столыпина П.А II степени (30 августа 2024) — за большой вклад в обеспечение деятельности Правительства Российской Федерации и многолетнюю безупречную государственную службу

## Публицистика
- Л.Левин: О роли социальных сетей в победе Трампа (Rambler News Service, 9 ноября 2016 года)